# .yu
.yu – domena internetowa przypisana do Jugosławii oraz Związku Państwowego Serbii i Czarnogóry. Do 1 października 2009 w użyciu w Serbii (wyszła z użycia na korzyść .rs) i Czarnogórze (wyszła z użycia na korzyść .me). Planowano ją zastąpić domeną .cs, wcześniej używaną przez Czechosłowację, jednakże państwo serbsko-czarnogórskie rozpadło się przed przyznaniem domeny. 30 marca 2010 r. ogłoszono zakończenie funkcjonowania domeny .yu.